# Frank Little (évêque)
Pour l’article homonyme, voir Frank Little (syndicaliste).
Thomas Francis Little, dit Frank Little, né le 30 novembre 1925 à Wyndham et mort le 7 avril 2008 à Melbourne, est un prélat catholique australien, archevêque de Melbourne de 1974 à 1996.
Lors de sa mandature, il impose une culture du secret, dans l'archidiocèse de Melbourne, destinée à cacher les plaintes contre plusieurs prêtres. et protéger la réputation de l'Église du scandale.

## Biographie
En 1943, il entre au séminaire Corpus Christi College de Werribee.
En 1947, il se rend à Rome pour étudier au collège de la Sacrée congrégation pour la propagation de la foi. Il y est ordonné prêtre le 3 octobre 1950. Il étudie ensuite à l'Université pontificale urbanienne et obtient un doctorat en 1953.
À l'issue de ses études, il retourne en Australie où il sert comme prêtre assistant à la Cathédrale Saint-Patrick, avant de travailler temporairement comme secrétaire du délégué apostolique, l'archevêque Carboni, à Sydney (1956-1959).
En 1965, il devient doyen de la cathédrale, puis prêtre de la paroisse Saint-Ambroise de Brunswick en 1971.
Le 21 février 1973, il est ordonné évêque par le cardinal James Robert Knox, pendant le Congrès eucharistique international de Melbourne. Peu après, il est nommé évêque auxiliaire de Melbourne et évêque titulaire de Temuniana (de). Le 1er juillet 1974, il succède au cardinal Knox comme archevêque de Melbourne.
Il prend sa retraite le 16 juillet 1996.
Il meurt le 7 avril 2008 et est enterré dans la crypte de la cathédrale Saint-Patrick.

## Gestion des cas d'abus sexuels
En 2002, il est mis en cause pour sa gestion du scandale des abus sexuels sur des enfants dans l'archevêché de Melbourne (en), impliquant notamment le frère Wilfred Baker.
En 2013, une enquête parlementaire sur ces abus conclut que Little a couvert les prêtres fautifs et les a déplacés vers d'autres affectations où ils ont poursuivi leurs méfaits.
En 2017, le Collège Saint-Patrick de Ballarat (en) annonce le retrait du nom de Little d'un bâtiment qui avait été nommé en son honneur ainsi que la révocation de son statut de « Légende du Collège ».

## Honneurs
En 1977, il est nommé chevalier de l'Ordre de l'Empire britannique.

## Succession apostolique
Frank Little a ordonné les évêques suivants :
- Évêque Joseph Peter O'Connell (1976)
- Évêque Peter Connors (en) (1987)
- Cardinal George Pell (1987)
- Évêque Jeremiah Joseph Coffey (1989)
- Évêque Hilton Deakin (en) (1993)